# Iglesia de Cristo Rey (Riga)
La Iglesia de Cristo Rey (en letón: Kristus Karaļa Romas katoļu baznīca) es una iglesia católica en Riga, capital de Letonia. La iglesia está situada en el 86 Meža Prospect. Originalmente construida entre 1935 y 1942, la culminación de la iglesia fue interrumpida por la Segunda Guerra Mundial. El edificio fue consagrado por el arzobispo metropolitano Antonijs Springovičs el 26 de abril de 1943. A pesar de que fue parte del plan arquitectónico original, la torre de la iglesia no se completó hasta después de 2002.
El sacerdote encargado entre 1958-1959 y nuevamente desde 1989 hasta 1991 fue Jānis Pujats, que luego fue nombrado arzobispo metropolitano de Riga por el Papa Juan Pablo II. Después entre 1984-1989 fue Jānis Bulis, que fue nombrado obispo de Liepāja dos años más tarde. Entre 1999-2011 estuvo a cargo  Edvards Pavlovskis, que fue nombrado después obispo de Jelgava por el Papa Benedicto XVI.